# Minas Tirith
Minas Tirith («Torre de la Guardia», en sindarin) es una ciudad del universo de la Tierra Media de J. R. R. Tolkien. También es llamada Mundburgo en la lengua de los rohirrim.
En la Primera Edad, Minas Tirith era la torre construida por Finrod Felagund en Tol Sirion para vigilar los pasos norteños del río Sirion. Fue tomada por Sauron y recuperada gracias a Beren, Lúthien y Huan. No confundir con la Minas Tirith de la Tercera Edad, ambas ubicaciones se encontraban en lugares distintos y nunca coexistieron en el tiempo (ya que la Minas Tirith de la isla de Tol Sirion, fue destruida al final de la Primera Edad, con el hundimiento de Beleriand).
En la Tercera Edad, se llamó Minas Tirith a la ciudad capital del reino de Gondor. Originalmente se le conoció como Minas Anor (Torre del Sol, en sindarin), adoptando el nuevo nombre tras el cambio de capital, tras la decadencia de la antigua capital Osgiliath.
Su construcción data del 3320 de la Segunda Edad bajo el mandato de Anárion, hermano de Isildur y segundo hijo de Elendil. Ostoher reconstruyó la ciudad en el año 420 de la Tercera Edad, y gradualmente se volvió más importante que Osgiliath, la capital original. El rey Tarondor cambió la residencia del rey de modo permanente a la ciudad en 1540. 
Minas Tirith está rodeada por el Rammas Echor, una gran pared anillada que circunda los Campos del Pelennor. Esta pared fue construida por Ecthelion II, padre de Denethor II, pero no probó ser una buena defensa en contra de las legiones de Orcos de Mordor. La ciudad en sí misma fue construida sobre La Colina de la Guardia que a su vez se apoyaba en un risco que se elevaba hasta alcanzar el muro del Sexto Nivel y que formaba parte de la ladera oriental del monte Mindolluin. En la época de la Guerra del Anillo su población rondaba los diez mil habitantes.[cita requerida]
La ciudad está dividida en siete niveles de 100 pies de altura cada uno, rodeados de murallas blancas de piedra. Las puertas que conectan a cada nivel dan cara en distintas direcciones (la Gran Puerta, la puerta del nivel más bajo, estaba orientada hacia el este) haciendo un zig-zag para que la entrada de los enemigos sea más lenta. En el séptimo nivel se encuentra la Ciudadela con la Torre Blanca de Ecthelion, de trescientos pies de altura. Después de la batalla contra el ejército de Mordor, y de que el Rey Brujo de Angmar destruyera la Gran Puerta de la muralla, se dice que un contingente de enanos comandados por Gimli repararon la puerta con mithril. 
La descripción de Tolkien acerca de la forma física de Minas Tirith está seguida escrupulosamente por Peter Jackson en su película El Señor de los Anillos: el retorno del Rey. Sin embargo, en el libro no es la Ciudadela el lugar de la coronación de Aragorn, la cual realmente ocurre en la explanada fuera de Minas Tirith, y después entra a la ciudad como rey.

## Lugares de Minas Tirith
Los siguientes son algunos de los lugares importantes de la ciudad de Minas Tirith:

### La Ciudadela
El sitio más alto de la Ciudad de Minas Tirith, ubicada en el Séptimo Círculo de la Ciudad. Allí se alzaba la Casa del Rey, la Torre Blanca, la Plaza del Manantial, la Casa de los Huéspedes y Merethrond, además de otras edificaciones que servían para uso de la Compañía de la Guardia. Se llegaba después de trasponer la Séptima Puerta; que estaba "(...)rodeada de muros lisos, columnas recias, y la cabeza majestuosa y coronada de un rey esculpida en la arcada..."

### La "Tronera"
En el espolón oriental de la Colina de la Guardia en el círculo, donde se ubicaba la muralla de la Ciudadela, se encontraba esta abertura, sobre un antepecho almenado desde donde se podía ver gran parte del reino de Gondor. Era el lugar preferido de Pippin y Beregond, después de que dejaban el turno del servicio, para descansar y conversar.

### Las Caballerizas
Estaban ubicadas en el Séptimo Círculo de la ciudad de Minas Tirith, fuera de la Ciudadela. Allí se encontraban también las habitaciones de los hombres que oficiaban de Correos del Senescal. Muy bien alimentado y cuidado se encontraba en ese lugar Sombragrís, el mearh.

### Las Casas de Curación
Se trataba del lugar en la ciudad de Minas Tirith en donde se atendían a los enfermos y a los heridos en la batalla. Se encontraban cerca de la Ciudadela en el Sexto Círculo de la Ciudad, casi lindando con el muro Sur. Estaba rodeada de jardines y de un prado arbolado. Allí fueron atendidos de sus graves heridas Faramir, Éowyn, y Merry por las manos habilidosas del rey Elessar (Aragorn), quien con la ayuda de las Athelas, salvo la vida de estos héroes.

### El Cementerio de Reyes y Senescales
El Cementerio también se encontraba en el Sexto Círculo de la Ciudad y era el lugar donde estaban las tumbas de los reyes y de sus senescales. Estaba ubicado en la angosta lengua de tierra que comunicaba los precipicios del Mindolluin con el sexto muro. Para llegar allí se trasponía una puerta en la parte posterior de ese muro, llamada Fen Hollen, luego seguía un sendero flanqueado de muros y balaustres, desembocando en Rath Dinen. Allí, entre cúpulas y estatuas de muertos importantes, se encontraba, entre otras, la Casa de los Senescales, casa mortuoria.

### Fen Hollen
La “Puerta Cerrada”, llamada así porque solo se abría para los funerales; y podía usarla solamente el Señor de la Ciudad. Estaba custodiada por la Guardia de las Tumbas, que guardaban, también, las moradas de los muertos. Por allí llevó Denethor II a su moribundo hijo Faramir para cremarlo junto a él y allí, Beregond luchó y mató al Guardián, para posibilitar su paso y el de Pippin, en su intento de salvar al segundo hijo del Senescal de Gondor.

### Rath Dínen
Rath Dínen, la ‘calle del silencio’, una ancha y larga calle que «entre cúpulas pálidas, salones vacíos y efigies de hombres muertos en días lejanos», atravesaba el cementerio de reyes y senescales.

### Casa Mortuoria de los Senescales
Se trataba de una larga cámara de techo abovedado, decorada con tapices, sudarios y estatuas de los Senescales muertos. A todo su largo había numerosas hileras de talladas mesas de mármol blanco, en donde se depositaban los cadáveres, a los que se colocaba completamente vestidos con todos sus ornamentos, con los brazos cruzados en el pecho y la cabeza apoyada en una almohada de piedra blanca. Allí se inmoló Denethor, en una pira hecha sobre la que hubiera sido su mesa mortuoria. El incendio, que pronto cubrió toda la Casa, provocó el derrumbe de esta.

### Hostería Vieja
Ubicada en el Primer Círculo, de la ciudad, sobre Rath Celerdain, la Calle de los Lampareros. Se trataba de un edificio de piedra con numerosas ventanas y dos alas laterales, con un pequeño prado al frente, la fachada estaba ocupada por un pórtico sostenido por columnas, además de una escalinata que descendía hasta la calle.
En tiempos de paz era un lugar de hospedaje para viajeros; pero en tiempos de la Guerra del Anillo, se alojaban todas aquellas personas que cumplían funciones varias para los soldados pues la ciudad había sido evacuada de todos sus habitantes. Fue el lugar en donde Pippin se encontró con Bergil, el hijo de Beregond.

### La Gran Puerta
La Gran Puerta o Puerta de Minas Tirith se ubicaba e el extremo oriental del Muro del Primer Círculo de la Ciudad, es decir del Muro Exterior. Se trataba de dos enormes batientes forjados en hierro con montantes de acero tomados en el muro y custodiada por dos altas torres a cada lado y bastiones de piedra sobre la muralla, que era extremadamente alta y muy sólida y construida con una piedra dura y lisa, como con la que estaba construida Orthanc. Una Guarnición completa se encargaba de la vigilancia y del movimiento de la Puerta. En el lado externo, había garitas de custodia y un amplio espacio pavimentado a donde llegaban todas las rutas a Minas Tirith. Del lado interno había una plaza justo detrás de la Gran Puerta y una calle ancha, Rath Celerdain, recorría toda la muralla y conducía hacia la puerta. Después de su destrucción fue reconstruida en acero y mithril, al inicio de la Cuarta Edad.
- Datos: Q308657
- Multimedia: Minas Tirith / Q308657